# Nędza (struga)
Nędza – struga w Polsce, w województwie śląskim, w powiecie rybnickim i raciborskim. Źródło ma na południe od Adamowic. Przepływa przez Adamowice i kieruje się na północny zachód, opływając Babice. Gdy dociera do Łężczaka, zmienia kierunek, płynąc od tego miejsca na południe, wzdłuż wschodniej części rezerwatu. W jego południowej części struga kończy swój bieg, uchodząc do Żabnicy, jako jej prawy dopływ.